# Gnaphosa kansuensis
Gnaphosa kansuensis är en spindelart som beskrevs av Schenkel 1936. Gnaphosa kansuensis ingår i släktet Gnaphosa och familjen plattbuksspindlar. Inga underarter finns listade i Catalogue of Life.